# Campanula uniflora

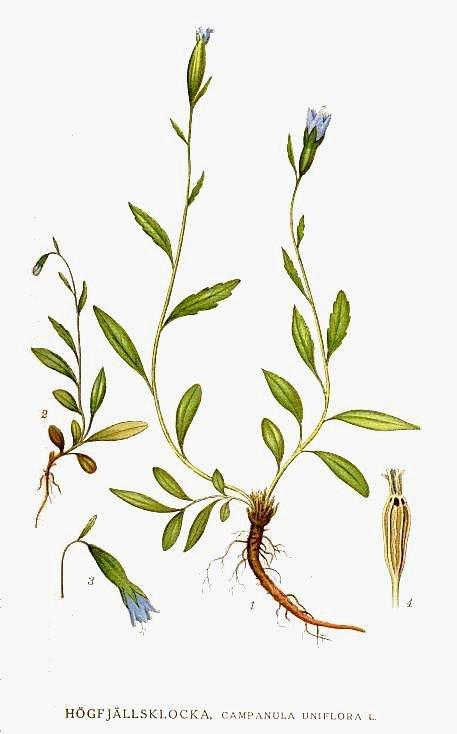
Ilustración

Campanula uniflora es una planta de la familia de las campanuláceas.

## Descripción
Fácilmente distinguible por sus flores inclinadas solitarias, que brotan de tallos erectos no ramosos y glabros de hasta 15 cm. Hojas inferiores oblanceoladas romas, glabras, hojas centrales lanceoladas, las superiores más estrechas. Flores azules embudadas, de hasta 9 mm; dientes calicinos puntiagudos, erectos. Cápsula claviforme, azul oscuro que se vuelve negra. Florece en verano.

## Hábitat
Lugares pedregosos, brezales árticos.

## Distribución
Finlandia, Islandia, Noruega, Suecia, Rusia y Groenlandia.

## Taxonomía
Campanula uniflora fue descrita por Carolus Linnaeus y publicado en Species Plantarum 1: 163. 1753.
Etimología
Campanula: nombre genérico diminutivo del término latíno campana, que significa "pequeña campana", aludiendo a la forma de las flores.
uniflora: epíteto latino que significa "con una flor".